# Dionisios Sturis
Dionisios Sturis (ur. 1983) – polski pisarz, reportażysta i dziennikarz pochodzenia greckiego.
Dionisios Sturis urodził się  w Grecji. Jest zatrudniony w radiu TOK FM, gdzie zajmuje się polityką zagraniczną; współpracuje z prasą, m.in: „Dużym Formatem”,  „Gazetą Wyborczą”, „Polityką”. Mieszka w Warszawie.

## Publikacje
- Gdziekolwiek mnie rzucisz: wyspa Man i Polacy: historia splątania,  W.A.B. Grupa Wydawnicza Foksal, Warszawa 2015, ISBN 978-83-280-1473-2
- Grecja. Gorzkie pomarańcze, Wydawnictwo Poznańskie, Poznań 2019, ISBN 978-83-67054-46-1
- Głosy: co się zdarzyło na wyspie Jersey[2], Wydawnictwo Czarne, Wołowiec 2019, ISBN 978-83-8049-816-7
- Władcy strachu. Przemoc w sierocińcach i przełamywanie zmowy milczenia (razem z Ewą Winnicką), Wydawnictwo Znak 2020, ISBN 978-83-240-7072-5
- Kalimera: grecka kuchnia radości, Wielka Litera, Warszawa  2021, ISBN 978-83-8032-625-5
- Zachód słońca na Santorini: ciemniejsza strona Grecji, Wydawnictwo Poznańskie, Poznań 2021, ISBN 978-83-66839-45-8
- Nowe życie. Jak Polacy pomogli uchodźcom z Grecji, Wydawnictwo Poznańskie, Poznań 2022, ISBN 978-83-67324-17-5
- Kefi. Greckie wyspy – smaki i opowieści, Wielka Litera, Warszawa 2023, ISBN 978-83-8032-970-6[1]

## Nagrody
- Nagroda Grand Press (nominacja)
- Nagroda PAP im. Kapuścińskiego  (nominacja)
- Nagroda im. Ryszarda Kapuścińskiego za reportaż literacki (nominacja)
- Nagroda im. Macieja Płażyńskiego (nominacja)[2].
- Nagroda Bursztynowego Motyla im. Arkadego Fiedlera[3]

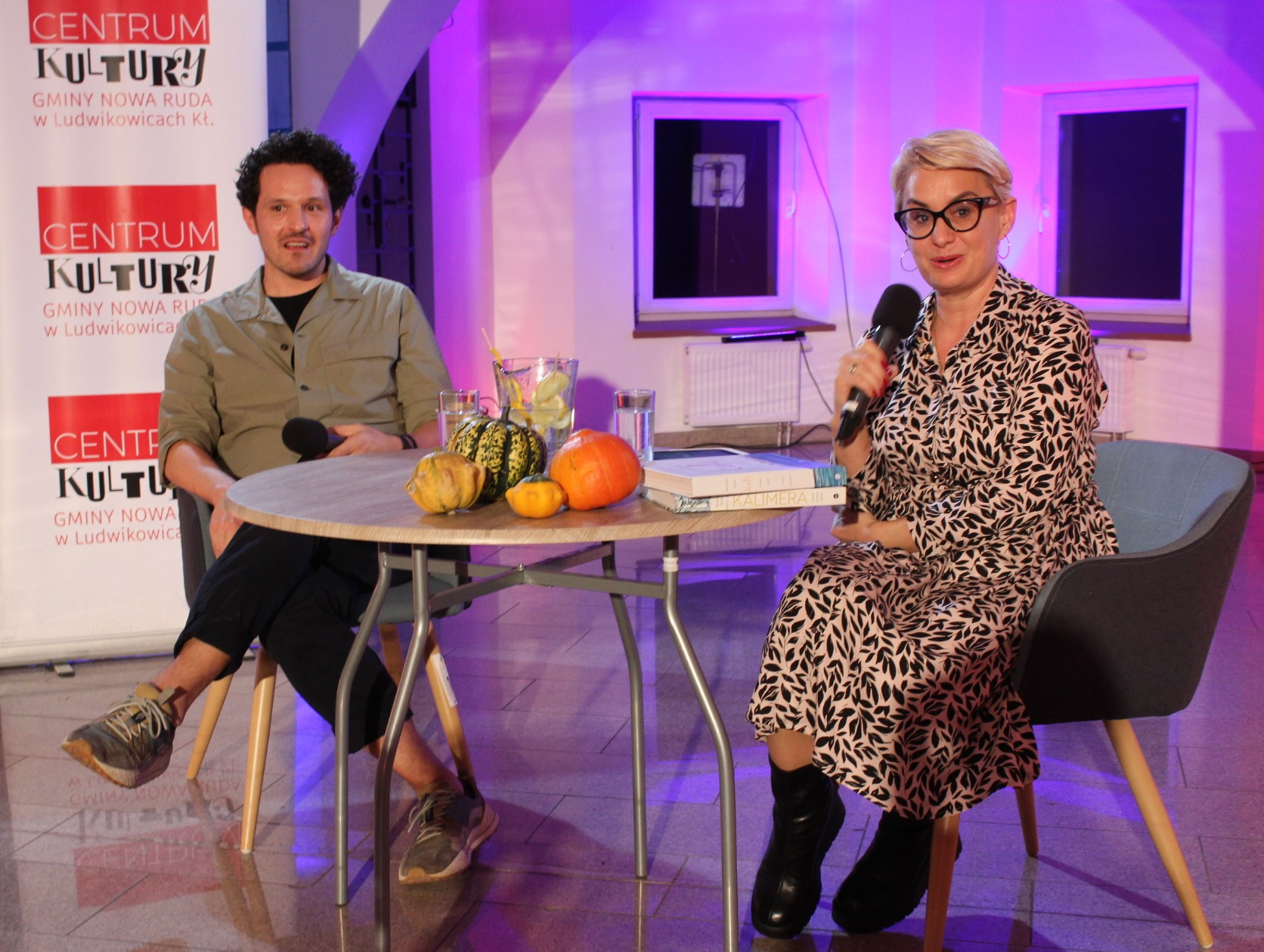
Dionisios Sturis, M. Kolankowska
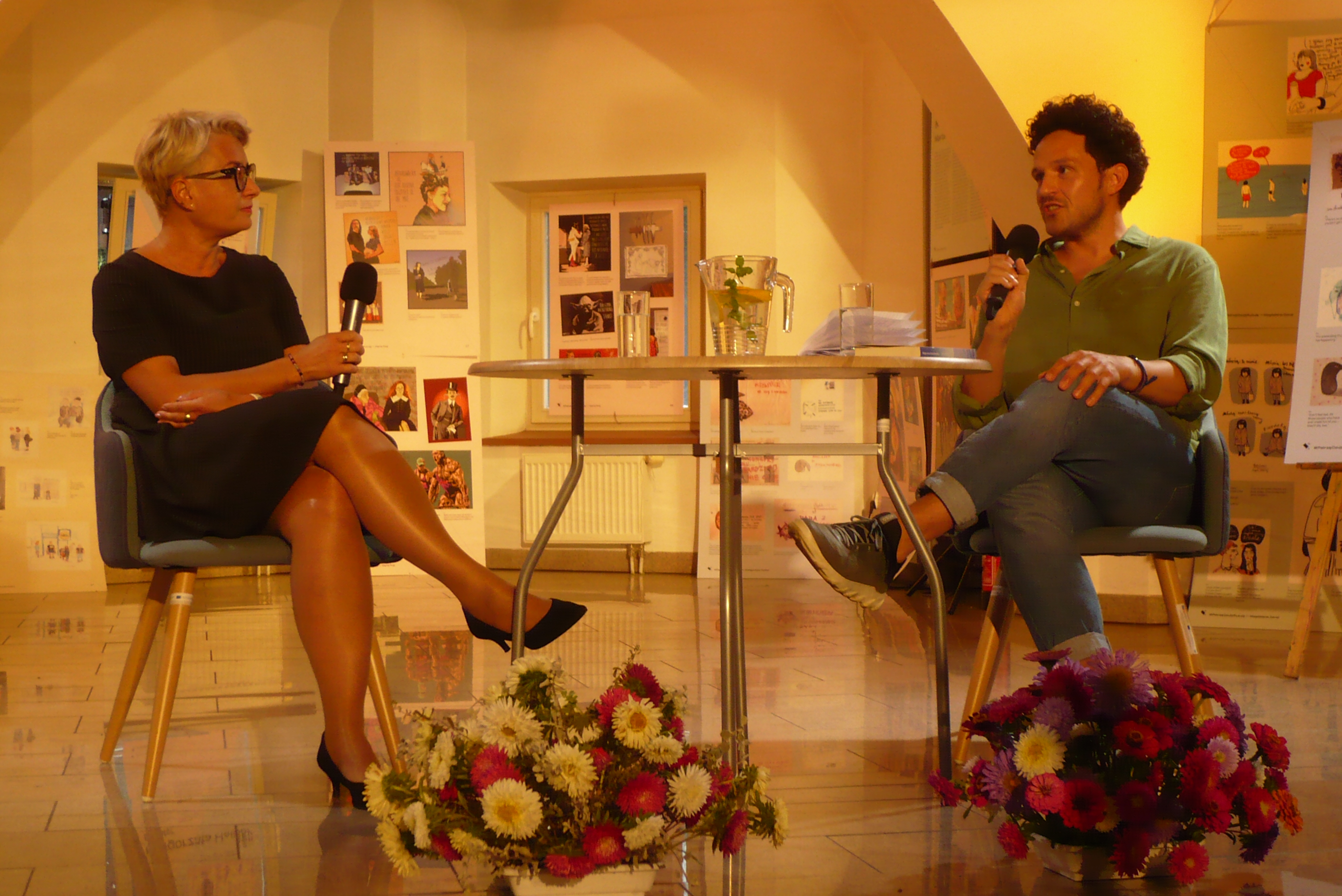
M. Kolankowska Dionisios Sturis